# 正三角形
正三角形，又稱等邊三角形（英語：equilateral triangle）是指一種三個邊均等長的三角形，是銳角三角形的一種，其三個角大小相等、均為60度。

## 性質
假設正三角形的邊長為{\displaystyle a\,\!}，則可推得以下的性質：
- 周長{\displaystyle p=3a\,\!}
- 高{\displaystyle h={\frac {\sqrt {3}}{2}}a}
- 面積{\displaystyle A={\frac {\sqrt {3}}{4}}a^{2}}
- 外接圓的半徑{\displaystyle R={\frac {\sqrt {3}}{3}}a}
- 內切圓的半徑{\displaystyle r={\frac {\sqrt {3}}{6}}a}

以上公式可由勾股弦定理推導而得。
正三角形的垂足和其底邊的中點共點，因此正三角形的高也是其底邊的中垂線及中線，高也會將頂點所的在的角平分。因此正三角形的高也是其中線、中垂線及角平分線，而正三角形的內心、外心、重心及垂心均共點，在其中線上，距頂點{\displaystyle {\frac {\sqrt {3}}{3}}a}的位置。
正三角形是對稱度最高的三角形，有三個鏡射對稱，及繞重心360/3度的整數倍的旋轉對稱，其對稱群為二面體群D3。

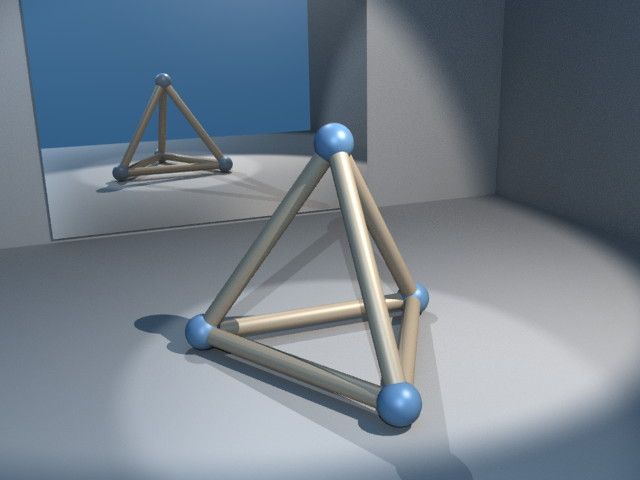
正四面體由四個正三角形所組成。

在許多幾何結構中都看得到正三角形，例如三個大小相等、兩兩相切的圓，其三個圓的圓心可組成一正三角形。正多面體中，正四面體、正八面體及正二十面體都是由正三角形所組成的。其中正四面體的四個面均為正三角形，可視為正三角形在三維空間的類比。
正三角形可用在正鑲嵌圖（即用同一個正多邊形填滿一個平面）中，另外二種可用在正鑲嵌圖的正多邊形為正方形及正六邊形。
莫雷角三分線定理是說明任意三角形相鄰內角靠近共同邊的角三等分線的三個交點，可以組成一個正三角形。
正三角形的内切圆半径是外接圆半径的一半。
正三角形內部一點到三頂點的距離分別為{\displaystyle a,b,c}，且正三角形邊長為{\displaystyle x}，則{\displaystyle a,b,c,x}的關係式為{\displaystyle (a^{2}+b^{2}+c^{2}+x^{2})^{2}=3(a^{4}+b^{4}+c^{4}+x^{4})}。

## 判斷
1. 三邊相等的三角形是等邊三角形。
2. 三個內角都相等的三角形是等邊三角形。
3. 有一個內角是60度的等腰三角形是等邊三角形。
4. 兩個內角為60度的三角形是等邊三角形。

## 作圖法

作圖法

用直尺及圓規畫出正三角形

可以利用尺規作圖的方式畫出正三角形，其作法相當簡單：
先用尺畫出一條任意長度的線段，再分別以線段二端點為圓心、線段為半徑畫圓，二圓會交於二點，任選一點，和原來線段的兩個端點畫線，則這二條線和原來線段即構成一正三角形。

## 文化和社會上的含意
正三角形常在許多結構、符號及標示中出現：
- 塞爾維亞的莱潘斯基维尔（Lepenski Vir）遺跡中，以正三角形為其結構的一部份。
- 菲律賓總統的徽章中有正三角形。
- 保齡球的十個球瓶排列成正三角形的形狀。
- 絕大部分的階級都以正三角形為架構，以突顯其主次關係。

## 接近正三角形的海倫三角形
海倫三角形是各邊、面積及內切圓半徑均為有理數的三角形。因正三角形當邊長為有理數時，其面積為無理數，因此不存在滿足海倫三角形條件的正三角形。不過有一些海倫三角形其三邊邊長為{\displaystyle n-1}, {\displaystyle n}, {\displaystyle n+1}，算是很接近正三角形的海倫三角形，以下是這一類三角形邊長的列表：
| 邊長                | 邊長              | 邊長                | 面積   | 內切圓半徑 |
| {\displaystyle n-1} | {\displaystyle n} | {\displaystyle n+1} | 面積   | 內切圓半徑 |
| ------------------- | ----------------- | ------------------- | ------ | ---------- |
| 3                   | 4                 | 5                   | 6      | 1          |
| 13                  | 14                | 15                  | 84     | 4          |
| 51                  | 52                | 53                  | 1170   | 15         |
| 193                 | 194               | 195                 | 16296  | 56         |
| 723                 | 724               | 725                 | 226974 | 209        |

表中的{\displaystyle n}有一個特性：將某一個{\displaystyle n}乘以4，再減去較小三角形的{\displaystyle n}，就是下一個三角形的邊長{\displaystyle n}（{\displaystyle 52=4\times 14-4}, {\displaystyle 194=4\times 52-14}，以此類推），可以用以下的例子表示：
{\displaystyle q_{n}=4q_{n-1}-q_{n-2}.\,\!}
此數列（數列OEIS:A003500）也可以用佩爾方程{\displaystyle x^{2}-3y^{2}=1}的解求得，也和{\displaystyle {\sqrt {3}}}的連分數有關。